# Euglenaria clepsydroides
Euglenaria clepsydroides – gatunek euglenin z rodziny Euglenaceae opisany w 2013 r. 
Gatunek wyróżnia się klepsydrowatym kształtem, niespotykanym u innych przedstawicieli rodzaju Euglenaria i w ogóle rzadkim u euglenin.
Osobniki tego gatunku pobrano przez zespół Bożeny Zakryś latem 2010 r. z kilku eutroficznych zbiorników astatycznych położonych w pobliżu jeziora Łuknajno, gdzie tworzą duże populacje. W związku z tym miejscem typowym jest zbiornik w Urwitałcie.